# HyperSPARC
A hyperSPARC, kódnevén „Pinnacle”, egy az SPARC Version 8 utasításkészlet-architektúrát (ISA) megvalósító mikroprocesszor, amelyet a Ross Technology fejlesztett a Cypress Semiconductor cég számára. A SPARC Version 8 specifikáció szerint tehát ez egy 32 bites, big-endian bájtsorrendű processzor, egyszeres, kétszeres és négyszeres pontosságú lebegőpontos aritmetikával.
A hyperSPARC processzort 1993-ban mutatták be, és a Sun SuperSPARC processzoraival versengett. A hyperSPARC mikroarchitektúráját Raju Vegesna tervezte, ennek első szimulátoros verzióját pedig Jim Monaco készítette. Tervezésekor célul tűzték ki a teljes SPARC kompatibilitást (SPARC V8 architektúra, az MMU és a 2. szintű MBus kompatibilitással együtt), a CMOS technológiát, az azonos kiszerelést, valamint a SPARC processzoroknál 3–5-ször gyorsabb működést.
A hyperSPARC volt a Sun Microsystems első számú riválisa az 1990-es évek közepén. Mikor a Fujitsu megszerezte a Ross Technology-t a Cypress-től, az elemzők szerint az új tulajdonos a hyperSPARC kialakítást sokkal fontosabbnak tartotta, mint a HAL Computer Systems – szintén a Fujitsu leányvállalata – által fejlesztett SPARC64 tervezetet, amely 64 bites, SPARC Version 9 specifikációnak megfelelő processzor, és 1995-ben készült el.

## Leírás

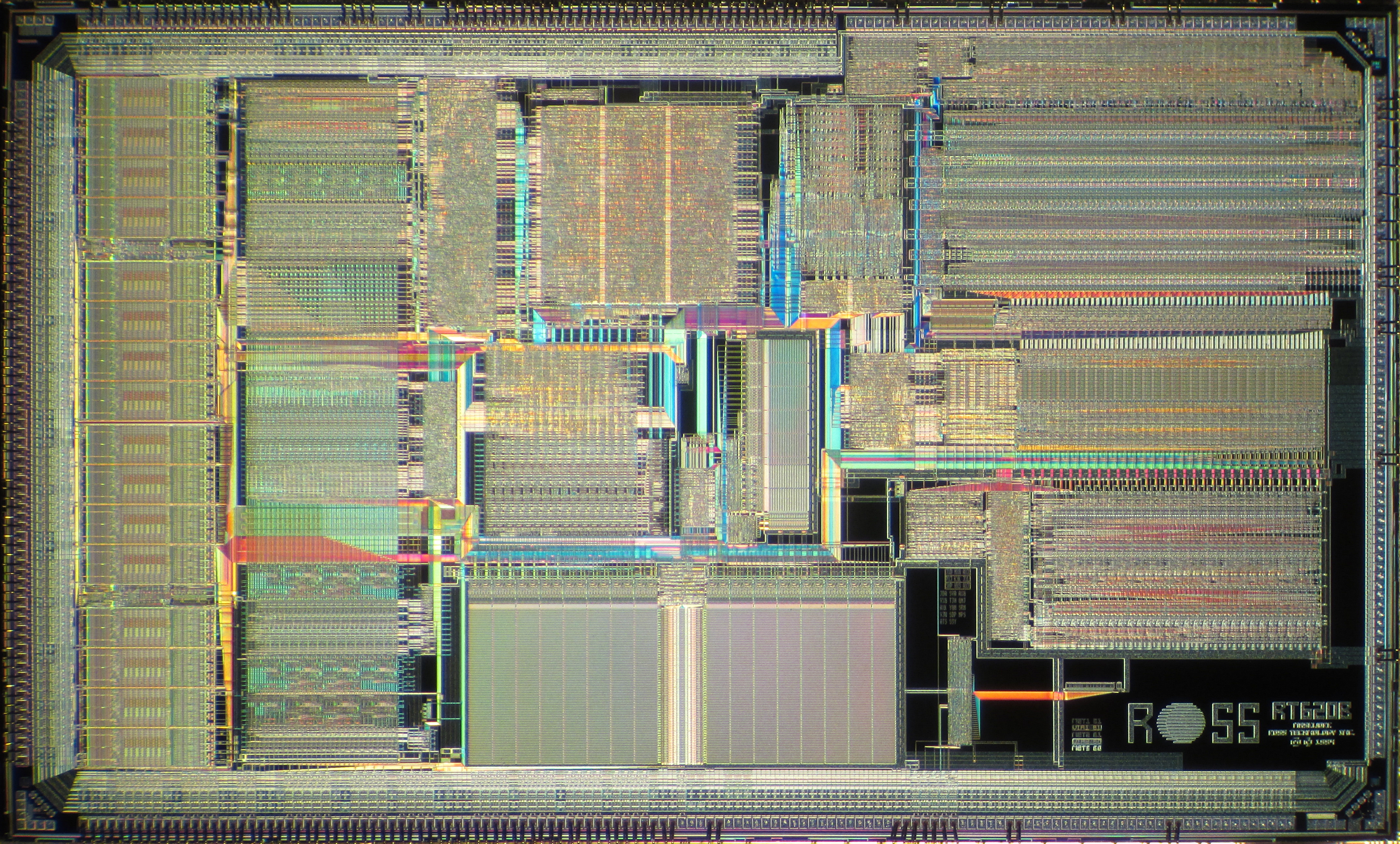
Ross hyperSPARC II CPU lapka fényképe

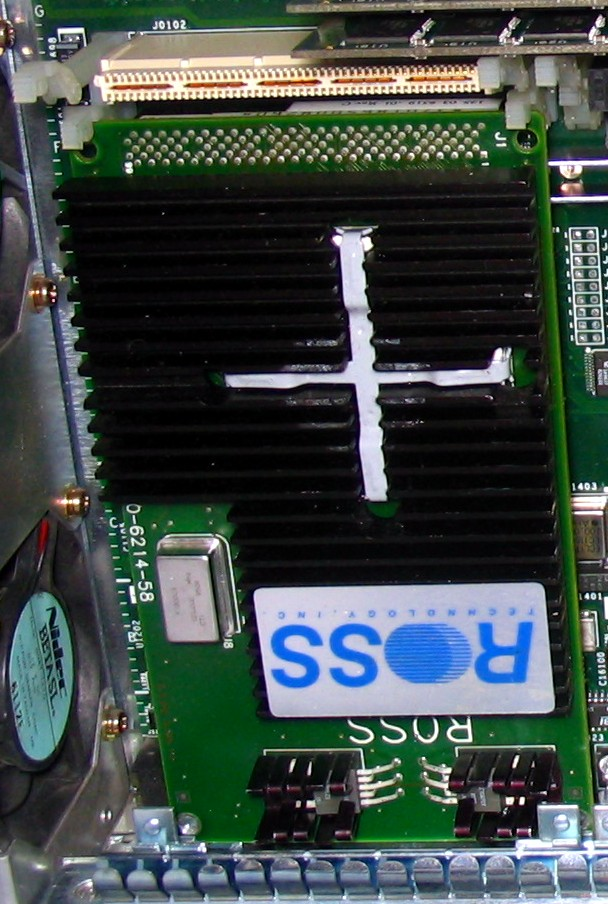
HyperSPARC MBus modul

A hyperSPARC processzort egy szorosan csatolt csipkészlet formájában valósították meg, amely többlapkás (multi-die packaging, MDP) tokozásban, szabványos SPARC MBus modulként készült.
A hyperSPARC CPU 256, 512 vagy 1024 KiB második szintű gyorsítótárat támogat, és minden modul 1 vagy 2 CPU-t tartalmazhat.
A csipkészlet elemei az RT620 központi egység, az RT625 vagy RT626 gyorsítótár-vezérlő, memória- és „tag”-kezelő egység (CMTU), és négy RT627 gyorsítótár-adategység (CDU) 256 KiB második szintű gyorsítótár, négy RT628 CDU 512 KiB második szintű gyorsítótár, vagy nyolc RT628 CDU 1 Mbyte második szintű gyorsítótár esetén. A csipkészlet konfigurálható egyprocesszoros működésre 1. szintű MBus mellett, vagy multiprocesszoros működésre, ekkor 2. szintű MBus-t alkalmaz.
A hyperSPARC központi egysége egy kétutas szuperskalár mikroprocesszor. Négy végrehajtóegysége van: egy fixpontos egység, egy lebegőpontos egység, egy betöltő-tároló egység és egy elágazáskezelő egység. A hyperSPARC-nak egy lapkára integrált 8 KiB-os utasítás-gyorsítótára van, amiből a rendszer két utasítást hív le és dekódol ciklusonként. A dekóder nem képes dekódolni az újabb utasításokat, ha a kibocsátási puffere betelt, azaz ha már dekódolt utasítások várakoznak kibocsátásra a végrehajtó egységekhez.
Az egész-aritmetika számára rendelkezésre álló regisztertár 136 regisztert tartalmaz, amelyek felett nyolc globális regisztert és nyolc 24 regiszteres egymást átfedő regiszterablakot biztosít – ez a SPARC ISA (utasításkészlet-architektúra) által meghatározott szokásos tulajdonság. A regisztertárnak két olvasási kapuja van. A fixpontos egység egy négy fokozatú utasítás-futószalaggal rendelkezik, amelyben két fokozat csak amiatt szerepel, hogy a futószalag hossza megegyezzen a többi nemlebegőpontos futószalagéval – a betöltő-kiíró (load/store) és elágazási futószalagokkal. A futószalagok négy fokozata a szokásos: végrehajtás, gyorsítótár-olvasás, gyorsítótár-írás, és regisztertár frissítés. A fixpontos számítóegység nem használja ki a gyorsítótár-fokozatokat, de azok ennél is megvannak, a fokozatok szinkronizációja miatt. A SPARC architektúra V8-as verziójában megjelent egész típusú szorzás- és osztás-utasítások a hyperSPARC processzornál viszonylag hosszúak: a szorzás 18, az osztás 37 ciklusos várakoztatással hajtódik végre, azaz ennyi ciklus idejére megállítja az utasításfeldolgozó futószalagot és blokkolja az új utasítások kibocsátását.
A processzor támogatja multiprocesszálást a SPARC MBus sínrendszerű gépekben.

### Fizikai jellemzők
A hyperSPARC 1,2 millió tranzisztorból áll. A Cypress gyártotta saját 0,65 µm-es, két fémrétegű CMOS folyamatával. A hyperSPARC későbbi modelljeinek több tranzisztora volt, a bevezetett új tulajdonságok miatt, és ezeket alkalmassá tették újabb folyamatokkal történő gyártáshoz is. Az 1997-ben bemutatott 200 MHz-es hyperSPARC processzor a Fujitsu 0,35 µm-os három fémrétegű (TLM) CMOS technológiájával készült. A processzorokat a Fujitsu gyártotta, kivéve az utolsó sorozatot, amit a NEC Corporation.

### Tokozás
A hyperSPARC többcsipes felépítésű. Kerámia tokos többcsipes modulként (multi-chip module, MCM) készült, 131 lábú pin grid array (PGA) csatlakozással. Maguk a processzorok standard MBus processzorkártyákra szerelve kerültek forgalomba.

## Csipkészlet
A hyperSPARC a Cypress SparcSet csipkészletet használta, amit 1992 július végén mutattak be. Ezt a kaliforniai Santa Clara-beli Nimbus Technologies, Inc. start-up cég fejlesztette a Cypress-nek, amely a kialakítást gyártotta. A SparcSet más SPARC mikroprocesszorokkal is kompatibilis.

## Modellek
A táblázat a különböző megjelent változatok fontosabb adatait mutatja.
| Ross/Bridgepoint SPARC mikroprocesszorok | Ross/Bridgepoint SPARC mikroprocesszorok | Ross/Bridgepoint SPARC mikroprocesszorok | Ross/Bridgepoint SPARC mikroprocesszorok | Ross/Bridgepoint SPARC mikroprocesszorok | Ross/Bridgepoint SPARC mikroprocesszorok | Ross/Bridgepoint SPARC mikroprocesszorok | Ross/Bridgepoint SPARC mikroprocesszorok | Ross/Bridgepoint SPARC mikroprocesszorok | Ross/Bridgepoint SPARC mikroprocesszorok | Ross/Bridgepoint SPARC mikroprocesszorok | Ross/Bridgepoint SPARC mikroprocesszorok | Ross/Bridgepoint SPARC mikroprocesszorok | Ross/Bridgepoint SPARC mikroprocesszorok |
| Modell                                   | órajel [MHz]                             | architektúra verzió                      | év                                       | gyártás [µm]                             | tranzisztorok [millió]                   | mag méret [mm²]                          | IO pinek                                 | fogyasztás [W]                           | feszültség [V]                           | L1 adat gy.tár (Dcache) [KiB]            | L1 utasítás- gy.tár (Icache) [KiB]       | L2 gy.tár [KiB]                          | L3 gy.tár [KiB]                          |
| ---------------------------------------- | ---------------------------------------- | ---------------------------------------- | ---------------------------------------- | ---------------------------------------- | ---------------------------------------- | ---------------------------------------- | ---------------------------------------- | ---------------------------------------- | ---------------------------------------- | ---------------------------------------- | ---------------------------------------- | ---------------------------------------- | ---------------------------------------- |
| HyperSPARC A                             | 55–80                                    | V8                                       | 1993                                     | 0,5                                      | 1,5                                      | –                                        | –                                        | –                                        | 5                                        | nincs                                    | 8                                        | 256                                      | nincs                                    |
| HyperSPARC B                             | 90–125                                   | V8                                       | 1995                                     | 0,4                                      | 1,5                                      | –                                        | –                                        | 25                                       | 5                                        | nincs                                    | 8                                        | 256                                      | nincs                                    |
| HyperSPARC C                             | 110–166                                  | V8                                       | 1995                                     | 0,35                                     | 1,5                                      | –                                        | –                                        | 45,5                                     | 5                                        | nincs                                    | 8                                        | 1024                                     | nincs                                    |
| HyperSPARC D                             | 180–200                                  | V8                                       | 1995                                     | 0,35                                     | 1,7                                      | –                                        | –                                        | –                                        | 5                                        | 16                                       | 16                                       | 1024                                     | nincs                                    |

## Fordítás
Ez a szócikk részben vagy egészben  a   hyperSPARC című angol Wikipédia-szócikk ezen változatának fordításán alapul.  Az eredeti cikk szerkesztőit annak laptörténete sorolja fel. Ez a jelzés csupán a megfogalmazás eredetét és a szerzői jogokat jelzi, nem szolgál a cikkben szereplő információk forrásmegjelöléseként.